# TV dos Trabalhadores
TV dos Trabalhadores (mais conhecida pela sigla TVT) é uma emissora de televisão brasileira concessionada em Mogi das Cruzes, porém sediada em São Bernardo do Campo, ambas cidades do estado de São Paulo. Opera no canal 44 UHF digital. Pertence a Fundação Sociedade, Comunicação, Cultura e Trabalho, mantida pelo Sindicato dos Metalúrgicos do ABC, que também mantém a Rádio Brasil Atual. Seus estúdios estão localizados no Centro de São Bernardo do Campo, e seus transmissores na Serra do Itapeti em Mogi das Cruzes.

## História
Em 1986, surgia uma produtora ligada ao Sindicato dos Metalúrgicos do ABC com o objetivo de registrar e documentar em vídeo a história e atividades do sindicato. Anos mais tarde em 1993, diante da greve dos funcionários e crise financeira na Rede Manchete, a Central Única dos Trabalhadores apresentou uma proposta para transformar a emissora numa fundação administrada pela entidade sindical como uma forma de compensação para os pagamentos atrasados. Tal proposta teve apoio do então governador do Rio de Janeiro, Leonel Brizola, que levou a proposta ao presidente da república, Itamar Franco, que a recusou.
Em outubro de 2009, o Ministério das Comunicações outorgou a concessão do canal 46 UHF de Mogi das Cruzes para a Fundação Sociedade Comunicação, Cultura e Trabalho, entidade cultural sem fins lucrativos criada e mantida pelo Sindicato dos Metalúrgicos do ABC e pelo Sindicato dos Bancários e Financiários de São Paulo, Osasco e Região, sendo a primeira emissora de televisão outorgada a uma entidade sindical no Brasil. A TV dos Trabalhadores foi inaugurada oficialmente em 23 de agosto de 2010, contando com a presença do então presidente da república Luiz Inácio Lula da Silva em sua cerimônia de inauguração. Em seus primeiros meses, teve apoio técnico e operacional da NGT para gerar seu sinal em São Paulo.
Em abril de 2014, o Ministério das Comunicações autorizou a emissora a transmitir sua programação em sinal digital para a Grande São Paulo.
Em setembro de 2017, a emissora contratou o comentarista esportivo José Trajano e em janeiro de 2018, contratou o também jornalista esportivo Juca Kfouri para apresentarem programas relacionados a esportes e política na emissora.
Em abril de 2018, a emissora atingiu sua maior audiência, transmitindo a cobertura da prisão do ex-presidente Lula ao vivo, tendo as imagens de sua transmissão retransmitidas por outras emissoras como Globo, Band, dentre outras. O coordenador da TVT disse na época que processaria as emissoras por violação de direitos autorais.
Em abril de 2019, a emissora conseguiu uma decisão favorável do Supremo Tribunal Federal para entrevistar o ex-presidente Lula, que na época estava preso dentro da sede da Polícia Federal, em Curitiba.